# Paulin Tasset
Pour les articles homonymes, voir Tasset.
 (août 2017).
Ernest Paulin Tasset, connu sous le nom de Paulin Tasset, né à Paris le 15 novembre 1839 et mort dans la même ville le 22 novembre 1921, est un graveur en médailles, monnaies et timbres français.

## Biographie
Paulin Tasset naît à Paris le 15 novembre 1839.
Il fut l'élève d'Eugène-André Oudiné (1810-1887) à l'École des beaux-arts de Paris entre 1860 et 1862.
Le graveur est l'auteur de nombreuses médailles qu'il conçut principalement dans ses ateliers parisiens (37 rue Mazarine de 1870 à 1890, 3 rue Séguier de 1891 à 1903, 127 bd Raspail de 1904 à 1921), ainsi qu'au 17 rue de Clamart (actuelle rue André-Salel) à Fontenay-aux-Roses.
Tasset travailla aussi pour la Monnaie de Paris où il créa de nombreux outillages monétaires, à l'instar de la Bolivie, du Brésil, de la Serbie, de l'Uruguay ou encore de la République Dominicaine.
Il reçoit les insignes de chevalier de la Légion d'honneur en 1895.
Le médailleur décède dans le 6e arrondissement de Paris le 22 novembre 1921.

## Œuvres

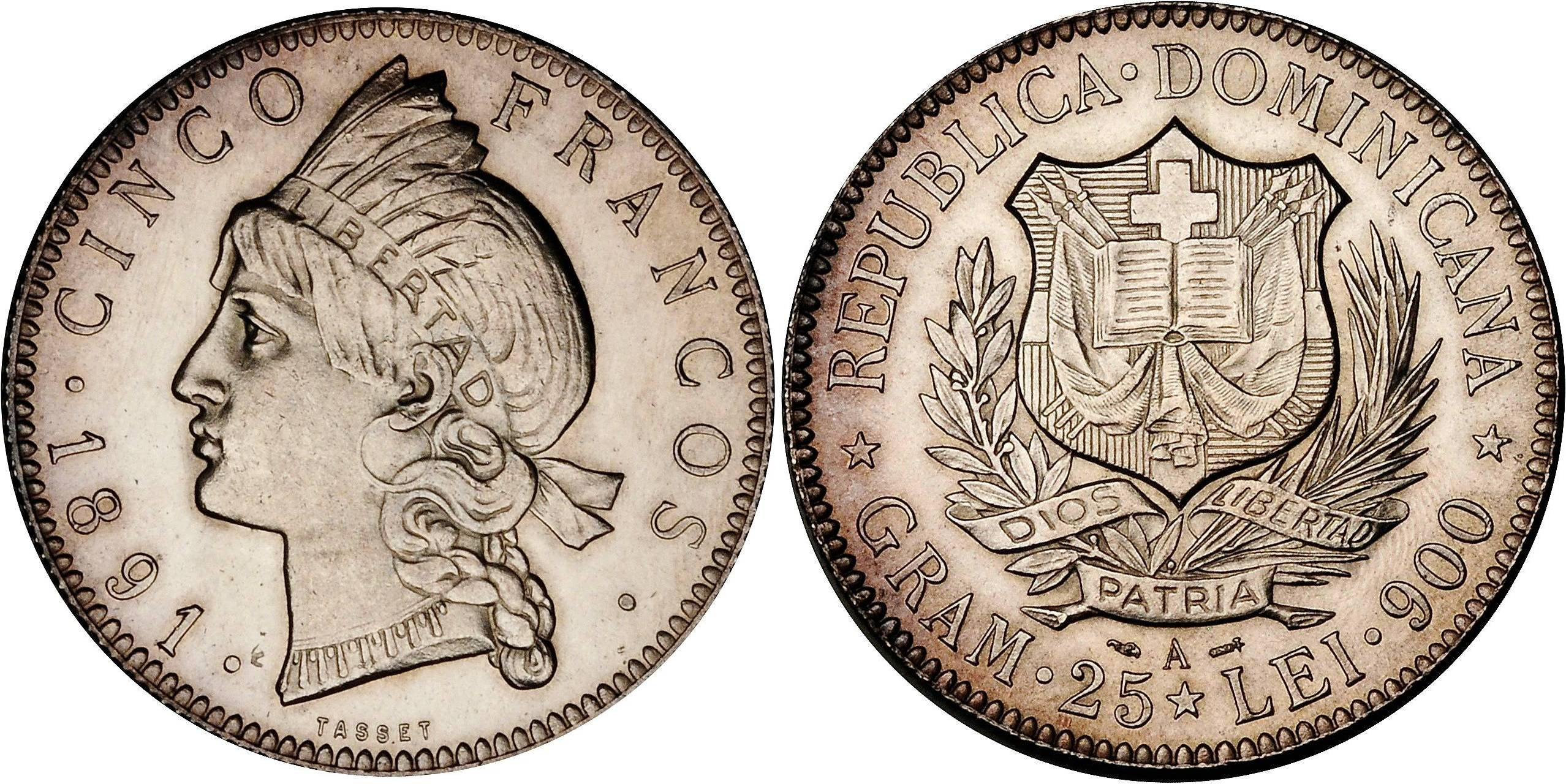
Pièce de cinco francos (1891) de la République dominicaine, argent, 25 g.

- Médaille Jules Jaluzot fondateur des magasins Printemps, 1865 - 1884.
- Médaille à ruban des Postes et Télégraphes.
- Médaille Chambre du Commerce d'Exportation.
- République française. Prix offert par la société de tir d'Avesnes.
- Société nivernaise Lettres, Sciences et Arts. Revertimini Ad Antiquitatem.

## Publications
- Rapport sur la liberté de la fabrication des médailles, adressé au Syndicat général du commerce et de l'industrie par la Chambre syndicale de la gravure, avril 1875.

## Élèves
- Karl Schwenzer (1843 - 1904)
- Félix Rasumny (1869- 1940)
- Adolf Lindberg (1839 - 1916)
- Marcelle Renée Lancelot-Croce (1863- 1946)
- Joseph Ernest Ménétrier (1853 - 1905)
- Ivar Throndsen (1853 - 1932)
- Frédéric-Charles Victor de Vernon (1858 - 1912)
- Wilhelm-Frédéric Kluge
- Sven Servatius Kulle (1860 - 1896)
- Even Skulle
- Louis-Alexandre Bottée (1852- 1940)
- Victorino Gonzales
- Edouard Durussel (1842 -1888)
- Johan-Melchior Faddegon (1871 - 1941)